# USL League One
Die USL League One ist eine professionelle Herren-Fußballliga in den Vereinigten Staaten und Kanada.
Die Spielklasse wurde 2017 unter dem provisorischen Namen USL Division III gegründet und nahm 2019 ihren Ligabetrieb auf. Seit 2025 besteht die Liga aus 14 Mannschaften, die 30 reguläre Saisonspiele bestreiten, gefolgt von den Playoffs. Alle Teams nehmen auch am USL-Cup teil, der vier Spiele umfasst, gefolgt von K.-o.-Runden.
Die USL gehört zur United-Soccer-Leagues-Organisation und wird von dieser auch betrieben.

## Geschichte
Die United Soccer League wurde im Januar 2017 offiziell durch die United States Soccer Federation zur zweiten Liga der USA ernannt. Dadurch rutschte sie in der Ligen-Hierarchie um einen Platz nach oben. Somit fehlte eine offizielle dritte Liga des Landes.
Die USL hatte bereits von 1996 bis 2009 mit der USL Second Division eine offizielle dritte Liga des Landes gestellt. Am 2. April 2007 gab die USL bekannt eine offizielle dritte Liga ab der Saison 2019 stellen zu wollen. Diese wird 8 Mannschaften umfassen.
Am 25. Januar 2018 wurde South Georgia Tormenta FC, das erste Franchise der USL Division III vorgestellt. Die Mannschaft spielte bislang in der USL Premier Development League. In den darauffolgenden Wochen wurde weitere Teams bekannt gegeben. Mit dem FC Tucson kommt eine weitere Mannschaft aus der PDL hinzu. Der Toronto FC II wechselt aus der United Soccer League in die neue Liga und in Greenville, Chattanooga und Madison wurden neue Franchises gegründet.
Am 22. August 2018 gab die Rochester Stadium Operations, LLC bekannt, dass die Rochester Rhinos ab der Saison 2020 an der Liga teilnehmen werden. Am 11. September 2018 gab die Richmond Kickers ihre Teilnahme ab der Saison 2019 bekannt.
Am 2. November 2018 gaben der FC Dallas und die USL bekannt, dass das Franchise aus der Major League Soccer eine weitere Mannschaft, North Texas SC, in der USL League One stellen wird.
Zur Saison 2020 kamen mit Union Omaha, dem Fort Lauderdale CF und New England Revolution II drei weitere Teams hinzu. Am 21. Oktober 2019 stellte Lansing Ignite seinen Spielbetrieb in der USL1 ein.
Zur Saison 2022 wechselten der Fort Lauderdale CF, North Texas SC und Toronto FC II sowie New England Revolution II in die neugegründete MLS Next Pro. Durch die Beitritte von Central Valley Fuego, Charlotte Independence und Northern Colorado Hailstorm bestand die Liga aus 11 Franchises. Zur Saison 2023 verließ der FC Tucson die Liga und wechselte in die USL League Two. Der One Knoxville SC und Lexington SC traten hingegen neu der Liga bei, die somit aus 12 Teams bestand.

## Organisation

### Eigentümer
Die USL League One wird von der United Soccer Leagues geleitet und organisiert. Die USL wurde 1986 gegründet und hat ihren Hauptsitz in Tampa, Florida. Die Organisation betreibt neben der USL noch weitere Ligen im Amateur- und Jugendbereich.